# Torneio Pré-Olímpico de Voleibol Masculino de 2016 - Europa
O Torneio Pré-Olímpico de Voleibol Masculino de 2016 da Europa foi a competição qualificatória continental de seleções para a disputa dos Jogos Olímpicos de Verão de 2016, realizado entre 5 a 10 de janeiro em Berlim,Alemanha, com a participação de oito países, ao final uma seleção classificou-se para a referida olimpíada, a qualificação foi conquistada pela Seleção Russa; esta competição ainda promoveu vaga para "repescagem" para as seleções francesa e polonesa, segundo e terceiro colocados, respectivamente, ou seja, qualificadas para o Pré-Olímpico Mundial I.

## Seleções participantes
As seguintes seleções foram qualificadas para a disputa do Pré-Olímpico Europeu 2016
| Equipe    | Qualificação               | Posição |
| --------- | -------------------------- | ------- |
| Alemanha  | Representante do país-sede | -       |
| Bélgica   | Ranking CEV (2015)         | 9º      |
| Bulgária  | Ranking CEV (2015)         | 3º      |
| Finlândia | Ranking CEV (2015)         | 9º      |
| França    | Ranking CEV (2015)         | 7º      |
| Polônia   | Ranking CEV (2015)         | 4º      |
| Rússia    | Ranking CEV (2015)         | 1º      |
| Sérvia    | Ranking CEV (2015)         | 6º      |

## Primeira fase
- Local: Max-Schmeling-Halle, Berlim

### Grupo A
|     |          |     | Jogos | Jogos | Jogos | Resultados | Resultados | Resultados | Resultados | Resultados | Resultados | Sets | Sets | Sets  | Pontos | Pontos | Pontos |
| Pos | Equipe   | Pts | T     | V     | D     | 3–0        | 3–1        | 3–2        | 2–3        | 1–3        | 0–3        | V    | P    | R     | V      | P      | R      |
| --- | -------- | --- | ----- | ----- | ----- | ---------- | ---------- | ---------- | ---------- | ---------- | ---------- | ---- | ---- | ----- | ------ | ------ | ------ |
| 1   | Alemanha | 8   | 3     | 3     | 0     | 2          | 0          | 1          | 0          | 0          | 0          | 9    | 2    | 4.500 | 261    | 232    | 1.125  |
| 2   | Polônia  | 7   | 3     | 2     | 1     | 1          | 1          | 0          | 1          | 0          | 0          | 8    | 4    | 2,000 | 276    | 260    | 1.062  |
| 3   | Sérvia   | 3   | 3     | 1     | 2     | 0          | 1          | 0          | 0          | 1          | 1          | 4    | 7    | 0.571 | 247    | 258    | 0.957  |
| 4   | Bélgica  | 0   | 3     | 0     | 3     | 0          | 0          | 0          | 0          | 1          | 2          | 1    | 9    | 0.111 | 221    | 255    | 0.867  |

| Data  | Hora  |             | Placar |             | Set 1 | Set 2 | Set 3 | Set 4 | Set 5 | Total  | Relatório |
| ----- | ----- | ----------- | ------ | ----------- | ----- | ----- | ----- | ----- | ----- | ------ | --------- |
| 5 jan | 18:00 | Bélgica     | 0–3    | ' Alemanha' | 26–28 | 19–25 | 24–26 |       |       | 69–79  | 69–79     |
| 5 jan | 20:30 | Sérvia      | 1–3    | ' Polônia'  | 25–22 | 18–25 | 23–25 | 21–25 |       | 87–97  | 87–97     |
| 6 jan | 18:00 | 'Alemanha ' | 3–0    | Sérvia      | 25–20 | 26–24 | 25–20 |       |       | 76–64  | 76–64     |
| 7 jan | 15:00 | 'Polônia '  | 3–0    | Bélgica     | 25–20 | 30–28 | 25–19 |       |       | 80–67  | 80–67     |
| 8 jan | 14:00 | 'Sérvia '   | 3–1    | Bélgica     | 25–18 | 21–25 | 25–21 | 25–21 |       | 96–85  | 96–85     |
| 8 jan | 20:00 | Polônia     | 2–3    | ' Alemanha' | 25–21 | 17–25 | 22–25 | 25–20 | 10–15 | 99–106 | 99–106    |

### Grupo B
|     |           |     | Jogos | Jogos | Jogos | Resultados | Resultados | Resultados | Resultados | Resultados | Resultados | Sets | Sets | Sets  | Pontos | Pontos | Pontos |
| Pos | Equipe    | Pts | T     | V     | D     | 3–0        | 3–1        | 3–2        | 2–3        | 1–3        | 0–3        | V    | P    | R     | V      | P      | R      |
| --- | --------- | --- | ----- | ----- | ----- | ---------- | ---------- | ---------- | ---------- | ---------- | ---------- | ---- | ---- | ----- | ------ | ------ | ------ |
| 1   | França    | 9   | 3     | 3     | 0     | 2          | 1          | 0          | 0          | 0          | 0          | 9    | 1    | 9,000 | 245    | 187    | 1.310  |
| 2   | Rússia    | 6   | 3     | 2     | 1     | 2          | 0          | 0          | 0          | 1          | 0          | 7    | 3    | 2.333 | 226    | 206    | 1.097  |
| 3   | Bulgária  | 3   | 3     | 1     | 2     | 0          | 1          | 0          | 0          | 0          | 2          | 3    | 7    | 0.429 | 215    | 239    | 0.900  |
| 4   | Finlândia | 0   | 3     | 0     | 3     | 0          | 0          | 0          | 0          | 1          | 2          | 1    | 9    | 0.111 | 198    | 2529   | 0.078  |

| Data  | Hora  |             | Placar |           | Set 1 | Set 2 | Set 3 | Set 4 | Set 5 | Total  | Relatório |
| ----- | ----- | ----------- | ------ | --------- | ----- | ----- | ----- | ----- | ----- | ------ | --------- |
| 5 jan | 15:00 | Finlândia   | 0–3    | ' Rússia' | 17–25 | 16–25 | 19–25 |       |       | 52–75  | 52–75     |
| 6 jan | 15:00 | 'Bulgária ' | 3–1    | Finlândia | 29–27 | 25–15 | 23–25 | 25–22 |       | 102–89 | 102–89    |
| 6 jan | 20:30 | Rússia      | 1–3    | ' França' | 15–25 | 25–20 | 17–25 | 19–25 |       | 76–95  | 76–95     |
| 7 jan | 18:00 | Bulgária    | 0–3    | ' Rússia' | 20–25 | 22–25 | 17–25 |       |       | 59–75  | 59–75     |
| 7 jan | 20:30 | 'França '   | 3–0    | Finlândia | 25–21 | 25–20 | 25–16 |       |       | 75–57  | 75–57     |
| 8 jan | 17:00 | 'França '   | 3–0    | Bulgária  | 25–19 | 25–20 | 25–15 |       |       | 75–54  | 75–54     |

## Fase Final

### Semifinais
| Data  | Hora  |           | Placar |           | Set 1 | Set 2 | Set 3 | Set 4 | Set 5 | Total  | Relatório |
| ----- | ----- | --------- | ------ | --------- | ----- | ----- | ----- | ----- | ----- | ------ | --------- |
| 9 jan | 16:35 | Alemanha  | 1–3    | ' Rússia' | 33–31 | 22–25 | 19–25 | 24–26 |       | 98–107 | 98–107    |
| 9 jan | 19:35 | 'França ' | 3–0    | Polônia   | 29–27 | 32–30 | 25–20 |       |       | 86–77  | 86–77     |

### Terceiro lugar
| Data   | Hora  |            | Placar |          | Set 1 | Set 2 | Set 3 | Set 4 | Set 5 | Total   | Relatório |
| ------ | ----- | ---------- | ------ | -------- | ----- | ----- | ----- | ----- | ----- | ------- | --------- |
| 10 jan | 13:35 | 'Polônia ' | 3–2    | Alemanha | 20–25 | 25–22 | 16–25 | 28–26 | 16–14 | 105–112 | 105–112   |

### Final
| Data   | Hora  |        | Placar |           | Set 1 | Set 2 | Set 3 | Set 4 | Set 5 | Total | Relatório |
| ------ | ----- | ------ | ------ | --------- | ----- | ----- | ----- | ----- | ----- | ----- | --------- |
| 10 jan | 16:35 | França | 1–3    | ' Rússia' | 25–14 | 16–25 | 23–25 | 21–25 |       | 85–89 | 85–89     |

## Classificação final
| Posição | Equipe    |
| ------- | --------- |
| 1       | Rússia    |
| 2       | França    |
| 3       | Polônia   |
| 4       | Alemanha  |
| 5       | Sérvia    |
| 6       | Bulgária  |
| 7       | Bélgica   |
| 8       | Finlândia |

|  | Qualificado para a Olimpíada Rio 2016      |
|  | Qualificados para o Pré-Olímpico Mundial I |

## Prêmios individuais
| MVP (Most Valuable Player) | Sergey Tetyukhin  | Rússia   |
| Oposto                     | Maxim Mikhaylov   | Rússia   |
| 1ª Ponteiro                | Earvin N'Gapeth   | França   |
| 2ª Ponteiro                | Denys Kaliberda   | Alemanha |
| 1ª Central                 | Marcus Böhme      | Alemanha |
| 2ª Central                 | Mateusz Bieniek   | Polónia  |
| Líbero                     | Jenia Grebennikov | França   |
| Levantador                 | Benjamin Toniutti | França   |